# Aeropuerto de Friedrichshafen
El aeropuerto de Friedrichshafen (en alemán: Flughafen Friedrichshafen) (IATA: FDH, OACI: EDNY) está situado a 3 km al noreste de Friedrichshafen, (sur de Alemania).

## Historia
Sus inicios se remontan a 1913, cuando el Imperio Alemán buscaba un lugar cercano a la factoría de la compañía de aeronaves Zeppelin para entrenar a sus tripulaciones. En 1915 se construyó el primer hangar, marcando el nacimiento del aeropuerto de Friedrichshafen. Ese mismo año tuvo lugar el viaje inaugural.
En 1929, la compañía alemana Lufthansa inició sus primeros vuelos regulares en el aeropuerto de Friedrichshafen. En 1945 las fuerzas francesas ocuparon el aeropuerto tras la Segunda Guerra Mundial. Durante la ocupación se extendió la pista del aeropuerto y se construyeron diversos edificios aeroportuarios. 
En 1992 el aeropuerto pasó a gestionarlo la República Federal Alemana tras la reunificación del país. Durante 1994 se acometieron diversas reformas y se construyó una nueva pista. Desde 1997 el aeropuerto cuenta con una parada de la línea ferroviaria Friedrichshafen-Aulendorf. En 1998 el aeropuerto fue vendido a Flughafen Friedrichshafen GmbH. 

## Transporte
- Tren: el aeropuerto cuenta con una parada de la línea férrea Friedrichshafen-Aulendorf. Dispone de una amplia variedad de frecuencias en ambos sentidos.[2][3]
- Taxi: existen diferentes compañías de taxi que operan en el aeropuerto. El trayecto entre la estación de tren de Friedrichshafen y el aeropuerto dura aproximadamente 10 minutos y el coste aproximado es de 10 euros.[4]
- Alquiler de vehículos: Budget, Europcar, Hertz, AVIS y Sixt.[5]
- Vehículo propio: existen cuatro aparcamientos diferentes, ajustados a las posibles características del usuario. Además existe un aparcamiento gratuito para estacionamientos inferiores a 30 minutos.[6]

## Aerolíneas y destinos
Las siguientes aerolíneas operan vuelos regulares al Aeropuerto de Friedrichshafen:
| Aerolíneas        | Destinos                                                                                            |
| ----------------- | --------------------------------------------------------------------------------------------------- |
| AlbaStar          | Chárter estacional: Palma de Mallorca (inicia 28 de abril de 2024)                                  |
| Avanti Air        | Chárter estacional: Calvi (inicia 28 de abril de 2024), Preveza/Lefkada (inicia 11 de mayo de 2024) |
| Aegean Airlines   | Chárter estacional: Heraclión, Rodas                                                                |
| Condor Flugdienst | Estacional: Palma de Mallorca                                                                       |
| Corendon Airlines | Estacional: Antalya, Hurghada                                                                       |
| easyJet           | Estacional: Londres–Gatwick                                                                         |
| Freebird Airlines | Estacional: Antalya (inicia 18 de mayo de 2024)                                                     |
| Lufthansa         | Fráncfort (finaliza 31 de marzo de 2024)                                                            |
| Marabu            | Estacional: Heraclión (inicia 3 de mayo de 2024)                                                    |
| Rhein-Neckar Air  | Chárter estacional: Elba (inicia 17 de mayo de 2024)                                                |
| Smartwings        | Chárter estacional: Gran Canaria, Tenerife–Sur (inicia 27 de septiembre de 2024)                    |
| Wizz Air          | Skopie                                                                                              |

## Estadísticas

### Evolución del tráfico por año

#### Pasajeros
Ver fuente y consulta Wikidata.
En la siguiente tabla se detalla el número total de pasajeros entre los años 1997 y 2014:
| Tráfico total de pasajeros por año | Tráfico total de pasajeros por año | Tráfico total de pasajeros por año | Tráfico total de pasajeros por año | Tráfico total de pasajeros por año | Tráfico total de pasajeros por año | Tráfico total de pasajeros por año | Tráfico total de pasajeros por año | Tráfico total de pasajeros por año | Tráfico total de pasajeros por año |
|                                    |                                    |                                    |                                    |                                    |                                    | 1997                               | 1998                               | 1999                               | 2000                               |
| ---------------------------------- | ---------------------------------- | ---------------------------------- | ---------------------------------- | ---------------------------------- | ---------------------------------- | ---------------------------------- | ---------------------------------- | ---------------------------------- | ---------------------------------- |
|                                    |                                    |                                    |                                    |                                    |                                    | 293 958                            | 326 682                            | 341 183                            | 398 522                            |
| 2001                               | 2002                               | 2003                               | 2004                               | 2005                               | 2006                               | 2007                               | 2008                               | 2009                               | 2010                               |
| 422 931                            | 496 432                            | 499 026                            | 534 388                            | 596 089                            | 657 749                            | 655 689                            | 649 646                            | 570 490                            | 590 640                            |
| 2011                               | 2012                               | 2013                               | 2014                               |                                    |                                    |                                    |                                    |                                    |                                    |
| 571 709                            | 545 121                            | 536 029                            | 591 343                            |                                    |                                    |                                    |                                    |                                    |                                    |